# Myoleja megaloba
Myoleja megaloba är en tvåvingeart som beskrevs av Hardy 1987. Myoleja megaloba ingår i släktet Myoleja och familjen borrflugor. Inga underarter finns listade i Catalogue of Life.